# William Gerhardie
William Alexander Gerhardie (San Pietroburgo, 21 novembre 1895 – Londra, 15 luglio 1977) è stato uno scrittore e drammaturgo inglese.
Gerhardie (o Gerhardi: lo scrittore aggiunse la e da sé nel 1971) fu uno degli scrittori in lingua inglese più apprezzati negli anni '20. Le sue prime opere ricevettero il plauso di H. G. Wells, Evelyn Waugh e Graham Greene. Dal 1938 smise di pubblicare.

## Biografia
La famiglia, benestante, faceva parte della comunità inglese di San Pietroburgo. Il padre Charles era un ricco industriale d'origine belga: trasferì la famiglia a Londra nel 1913. William, che aveva cominciato gli studi in Russia, studiò al Kensington College di Londra (1913-1916) e, a 24 anni, al Worcester College di Oxford. Durante la prima guerra mondiale venne mandato in Russia, presso l'ambasciata inglese della sua città natale, poi nella missione militare in Siberia.
Dopo la guerra viaggiò molto. Il suo primo romanzo, Futility (1922) fu scritto a Cambridge. La storia, in cui il protagonista corteggia inutilmente la figlia di un patriarca, descrive l'esperienza russa di Gerhardie come la lunga attesa di un nemico che non c'è, di una guerra che non arriva, di una "vera vita" che non comincia. Stile e temi sono quelli tragico-comici degli scrittori russi prediletti da Gerhardie: Gogol', Bulgakov e Čechov. Il romanzo fu segnalato da Katherine Mansfield e introdotto da Edith Wharton. C. P. Snow lo considerò il romanzo più importante di quella generazione. Evelyn Waugh disse a Gerhardie: "Io ho talento, ma tu hai genio". 
Nel secondo libro, The Polyglots (1925), il protagonista (il capitano Diabologh) incontra personaggi bizzarri, paranoici, ipocondriaci, maniacali. La critica confermò il plauso e Max Aitken, politico e benefattore, decise di aiutarlo economicamente. Sono gli anni della vita mondana di Gerhardie. Scrive Doom (1928), oggi considerato il suo capolavoro, e Pending Heaven (1930). Resurrection (1934) racconta una sua esperienza di viaggio extracorporeo. Il libro accrebbe la sua fama di eccentrico presso la buona società inglese da lui frequentata.
Dopo i discussi Of Mortal Love (1937) e My Wife's the Least of It (1938), con l'arrivo della seconda guerra mondiale Gerhardie si ammalò di depressione. Visse gli ultimi anni in povertà e quasi da recluso, ossessionato dai fenomeni del paranormale. Nel 1975 uscì This Present Breath in 4 volumi. Scrisse anche diverse commedie. Fu membro dell'Ordine dell'Impero Britannico e dell'Ordine di San Stanislao. Morì, dimenticato, nel 1977.

## Opere
- Futility (1922)
  - trad. di Gianni Celati, Futilità, Torino: Einaudi, 1969 ISBN 8806112546 e Milano: Adelphi, 2003 ISBN 8845917770
- Anton Chehov: a Critical Study (1923), saggio
- The Polyglots (1925)
- A Bad End (1926)
- Pretty Creatures (1927)
- The Vanity Bag (1927)
- Donna Quixote: or, Perfectly Scandalous (1927), commedia
- Doom (1928)
  - My Sinful Earth
  - Eva's Apple. Jazz and Jasper
- Matthew Arnold: and a Few Others (1929), saggi
- Pending Heaven (1930)
- Memoirs of a Polyglot (1931)
- The Memoirs of Satan (1932), con Brian Lunn
- The Casanova Fable (1934), con Hugh Kingsmill (biografia di Giacomo Casanova)
- Resurrection (1934)
- Meet Yourself as You Really Are (1936), con il principe Leopold zu Loewenstein
- Of Mortal Love (1936)
- My Wife's the Least of It (1938)
- The Romanovs: Evocation of the Past as a Mirror for the Present (1939)
- Collected Works (1947-49, e ampliato, a cura di Michael Holroyd, 1970-74)
- This Present Breath (1975)
- God's Fifth Column: a Biography of the Age, 1890-1940 (1981)

- Antologie che contengono suoi racconti:
  - When Churchyards Yawn (1931)
  - A Century of Creepy Stories (1934)
  - The 3rd Fontana Book of Great Ghost Stories (1966)